# Pablo Torres (ciclista)
Pablo Torres Muiño (La Coruña, 28 de noviembre de 1987) es un ciclista español.

## Trayectoria
Debutó como profesional con el equipo Burgos-BH en 2012. Fue stagiaire con el Xacobeo Galicia en 2010 tras haber logrado varias victorias en el campo amateur como por ejemplo la Vuelta a La Coruña. Antes de fichar por el Burgos-BH, consiguió, también como amateur, una etapa de la Vuelta a Zamora.
Tras abandonar el conjunto burgalés en 2018, fichó por el Interpro Cycling Academy. En 2020 compitió con el Hincapie LEOMO p/b BMC, siendo este su último equipo ya que en noviembre de ese mismo año anunció su retirada.

## Palmarés
2017
- Tour de Gironde, más 1 etapa

2019
- 1 etapa del Tour de Japón[7]

## Resultados en Grandes Vueltas
| Carrera | Carrera         | 2012 | 2013 | 2014 | 2015 | 2016 | 2017 | 2018  | 2019 | 2020 |
| ------- | --------------- | ---- | ---- | ---- | ---- | ---- | ---- | ----- | ---- | ---- |
|         | Giro de Italia  | —    | —    | —    | —    | —    | —    | —     | —    | —    |
|         | Tour de Francia | —    | —    | —    | —    | —    | —    | —     | —    | —    |
|         | Vuelta a España | —    | —    | —    | —    | —    | —    | 129.º | —    | —    |

—: no participa

Ab.: abandono

## Equipos
- Xacobeo Galicia (stagiaire) (08.2010-12.2010)
- Burgos-BH (2012-2018)
- Interpro Cycling Academy (2019)
- Hincapie LEOMO p/b BMC (2020)